# Corallocarpus glomeruliflorus
Corallocarpus glomeruliflorus är en gurkväxtart som först beskrevs av Defl., och fick sitt nu gällande namn av Célestin Alfred Cogniaux. Corallocarpus glomeruliflorus ingår i släktet Corallocarpus, och familjen gurkväxter. Inga underarter finns listade i Catalogue of Life.